# جینژو، هبی
جینژو (به لاتین: Jinzhou) یک منطقهٔ مسکونی در چین است که در شیجیاژوانگ واقع شده‌است. جینژو ۶۱۹٫۰ کیلومتر مربع مساحت و ۵۸۲٬۰۰۰ نفر جمعیت دارد و ۴۷ متر بالاتر از سطح دریا واقع شده‌است.